# Йенджейов
Йенджейов или Йенджѐюв (на полски: Jędrzejów) е град в Полша, Швентокшиско войводство. Административен център е на Йенджейовски окръг, както и на градско-селската Йенджейовска община. Заема площ от 11,37 км2.

## География
Градът се намира в историческия регион Малополша. Разположен е на 37 километра югозападно от Келце, на 80 километра северно от Краков и на 97 километра източно от Ченстохова.

## История
Селището получава градски права през 1271 г. от княз Болеслав V Срамежливи.
В периода (1975 – 1998) е част от Келецкото войводство.

## Население
Населението на града възлиза на 16 139 души (2011 г.). Гъстотата е 1419,44 души/2.

## Личности

### Родени в града
- Ян Межейевски – полски лекар, психиатър и невролог
- Магдалена Валигурска – полска актриса

## Градове партньори
- Райхенбах им Фогтланд, Германия
- Keszthely, Унгария